# 28091 Mikekane
28091 Mikekane este un asteroid din centura principală de asteroizi.

## Descriere
28091 Mikekane este un asteroid din centura principală de asteroizi. A fost descoperit pe 14 septembrie 1998 la Socorro, New Mexico, în cadrul proiectului LINEAR. Asteroidul prezintă o orbită caracterizată de o semiaxă mare de 2,29 ua, o excentricitate de 0,16 și o înclinație de 5,3° în raport cu ecliptica.